# YIFY
YIFY Torrents o YTS è stato un gruppo peer-to-peer noto per aver diffuso grandi quantità di film scaricabili gratuitamente tramite BitTorrent. Le distribuzioni di YIFY erano caratterizzate da file di piccole dimensioni, che attiravano diversi utenti.
Il sito web originale YIFY/YTS è stato chiuso per pirateria dalla Motion Picture Association of America (MPAA) il 30 ottobre 2015; tuttavia, numerosi siti web imitatori del marchio YIFY/YTS registrano ancora una significativa quantità di utenti. Il nome "YIFY" deriva dal nome del fondatore, Yiftach Swery.

## Storia
YIFY Torrents viene fondato da Yiftach Swery, sviluppatore di app e per il web e campione di tiro con l'arco di Auckland, Nuova Zelanda, nel 2010, periodo in cui studiava informatica all'Università di Waikato.